# Амоксициллин + клавулановая кислота
Амоксициллин/клавулановая кислота (сокр. амоксиклав) (МНН) (новолат. Amoxicillin/clavulanic acid) — комбинированное антибактериальное средство, сочетание бактерицидного антибиотика широкого спектра действия, из группы полусинтетических пенициллинов — Амоксициллина и ингибитора бета-лактамаз — Клавулановой кислоты.
Используется при среднем отите, ангине, пневмонии, Флегмоне, инфекциях мочевыводящих путей и укусах животных. Его принимают внутрь или путём внутривенной инъекции.
Общие побочные эффекты включают диарею, рвоту и аллергические реакции. Также увеличивается риск дрожжевых инфекций, головных болей и проблем со свертыванием крови. Не рекомендуется людям с аллергией на пенициллин в анамнезе. Относительно безопасен для использования во время беременности.
Амоксициллин включён в WHO Model List of Essential Medicines - список важнейших лекарственных средств, составляемый ВОЗ.

## Применение в медицине

### Показания
Бактериальные инфекции, вызванные чувствительными возбудителями.
- Инфекции органов дыхания: бронхит, пневмония, эмпиема плевры, абсцесс лёгкого;
- инфекции ЛОР-органов: синусит, тонзиллит, средний отит;
- инфекции желчевыводящих путей: холангит, холецистит;
- кишечные инфекции: дизентерия, сальмонеллез, сальмонеллезное носительство;
- инфекции мочеполовой системы и органов малого таза: пиелонефрит, пиелит, цистит, уретрит, простатит, цервицит, сальпингит, сальпингоофорит, тубоовариальный абсцесс, эндометрит, бактериальный вагинит, септический аборт, послеродовой сепсис, пельвиоперитонит, мягкий шанкр, гонорея;
- инфекции кожи и мягких тканей: рожа, импетиго, вторично инфицированные дерматозы, абсцесс, флегмона, раневая инфекция;
- остеомиелит;
- эндокардит;
- менингит;
- сепсис;
- перитонит;
- послеоперационные инфекции;
- профилактика инфекций в хирургии.

### Противопоказания
Гиперчувствительность (в том числе к цефалоспоринам и др. бета-лактамным антибиотикам), инфекционный мононуклеоз (в том числе при появлении кореподобной сыпи), фенилкетонурия, эпизоды желтухи или нарушение функции печени в результате применения амоксициллина/клавулановой кислоты в анамнезе, КК менее 30 мл/мин (для таблеток 875 мг/125 мг).

### C осторожностью
Период лактации, тяжёлая печёночная недостаточность, заболевания ЖКТ (в том числе колит в анамнезе, связанный с применением пенициллинов), хроническая почечная недостаточность.

### Острый средний отит (ОСО)
В повседневной практике амоксициллин с / без клавуланата использовался в дозе два раза в день для лечения ОСО и других инфекционных заболеваний верхних дыхательных путей. Результаты исследователей подтверждают, что использование двухразовых доз имеет такую же эффективность, как и трехразовые дозы при неосложненном ОСО .

## История
Комбинация была изобретена около 1977/78 гг. британскими учёными, работающими в Beecham (теперь часть GlaxoSmithKline). Патент был выдан в 1984 году. Аугментин является оригинальным названием и используется его изобретателем.

## Побочные действия
- Со стороны пищеварительной системы: тошнота, рвота, диарея, гастрит, стоматит, глоссит, повышение активности «печеночных» трансаминаз, в единичных случаях — холестатическая желтуха, гепатит, печеночная недостаточность (чаще у пожилых, мужчин, при длительной терапии), псевдомембранозный и геморрагический колит (также может развиться после терапии), энтероколит, черный «волосатый» язык, потемнение зубной эмали.
- Со стороны органов кроветворения: обратимое увеличение протромбинового времени и времени кровотечения, тромбоцитопения, тромбоцитоз, эозинофилия, лейкопения, агранулоцитоз, гемолитическая анемия.
- Со стороны нервной системы: головокружение, головная боль, гиперактивность, тревога, изменение поведения, судороги.
- Местные реакции: в отдельных случаях — флебит в месте в/в введения.
- Аллергические реакции: крапивница, эритематозные высыпания, редко — мультиформная экссудативная эритема, анафилактический шок, ангионевротический отек, крайне редко — эксфолиативный дерматит, злокачественная экссудативная эритема (синдром Стивенса-Джонсона), аллергический васкулит, синдром, сходный с сывороточной болезнью, острый генерализованный экзантематозный пустуллез.
- Прочие: кандидамикоз, развитие суперинфекции, интерстициальный нефрит, кристаллурия, гематурия.

## Фармакологическое действие
Действует бактерицидно, угнетает синтез бактериальной стенки. Амоксициллин эффективен по отношению к бактериям, имеющим к нему чувствительность. За счет включения в препарат ингибитора бета-лактамаз (клавулановой кислоты) средство может назначаться и при инфекциях, резистентных к действию амоксициллина. Амоксициллин в сочетании с клавулановой кислотой активен в отношении аэробных грамположительных бактерий (включая штаммы, продуцирующие бета-лактамазы): Staphylococcus aureus, Staphylococcus epidermidis, Streptococcus pyogenes, Streptococcus anthracis, Streptococcus pneumoniae, Streptococcus viridans, Enterococcus faecalis, Corynebacterium spp., Listeria monocytogenes; анаэробных грамположительных бактерий: Clostridium spp., Peptococcus spp., Peptostreptococcus spp.; аэробных грамотрицательных бактерий (включая штаммы, продуцирующие бета-лактамазы): Escherichia coli, Proteus mirabilis, Proteus vulgaris, Klebsiella spp., Salmonella spp., Shigella spp., Bordetella pertussis, Yersinia enterocolitica, Gardnerella vaginalis, Neisseria meningitidis, Neisseria gonorrhoeae, Moraxella catarrhalis, Haemophilus influenzae, Haemophilus ducreyi, Yersinia multocida (ранее Pasteurella), Campylobacter jejuni; анаэробных грамотрицательных бактерий (включая штаммы, продуцирующие бета-лактамазы): Bacteroides spp., включая Bacteroides fragilis. Клавулановая кислота подавляет II, III, IV и V типы бета-лактамаз, неактивна в отношении бета-лактамаз I типа, продуцируемых Enterobacter spp., Pseudomonas aeruginosa, Serratia spp., Acinetobacter spp..
Клавулановая кислота обладает высокой тропностью к пенициллиназам, благодаря чему образует стабильный комплекс с ферментом, что предупреждает ферментативную деградацию амоксициллина под влиянием бета-лактамаз.
При добавлении клавулановой кислоты к амоксициллину помимо увеличения антибактериальной активности последнего отмечается усиление внутриклеточной бактерицидной активности полиморфно-ядерных лейкоцитов человека. Активность антимикробного иммунитета увеличивается как в отношении штаммов бактерий продуцирующих, так и не продуцирующих бета-лактамазу. В комбинации с амоксициллином клавулановая кислота стимулирует хемотаксис и адгезию полиморфно-ядерных лейкоцитов. Данные взаимодействия могут оказывать влияние на результаты лечения. Особенно это следует ожидать при лечении вызванных пневмококком респираторных инфекций, если рассматривать полиморфно-ядерные лейкоциты как линию первой обороны от пневмококковых инфекций.

### Фармакологическое действие Амоксициллина
Основная статья: Амоксициллин
Антибактериальное бактерицидное кислотоустойчивое средство широкого спектра действия из группы полусинтетических пенициллинов, разрушается пенициллиназой. Ингибирует транспептидазу, нарушает синтез пептидогликана (компонент клеточной стенки бактерий) в период деления и роста, вызывает лизис бактерий.

### Фармакологическое действие Клавулановой кислоты
Основная статья: Клавулановая кислота
Значительно менее известен тот факт, что клавулановая кислота имеет собственную антибактериальную активность. Клавулановая кислота по своей структуре похожа на бета-лактамные антибиотики. Подобно другим бета-лактамам, клавулановая кислота способна связываться с пенициллинсвязывающими белками (ПСБ) грамположительных и грамотрицательных бактерий и способствовать лизису бактериальной стенки.
Показано, что клавулановая кислота проявляет минимальную активность в отношении синегнойной палочки и энтерококков, имеет средний уровень активности против представителей энтеробактерий и гемофильной палочки, большая активность клавуланата проявляется против бактероидов и других анаэробов, моракселлы, стафилококков и стрептококков. Клавулановая кислота активна в отношении гонококков и обладает хорошей активностью против атипичных бактерий, таких как Хламидия и Легионелла.

## Фармакокинетика
После приёма внутрь оба компонента быстро абсорбируются в ЖКТ. Одновременный приём пищи не влияет на абсорбцию. В целом фармакокинетические параметры клавулановой кислоты и амоксициллина сходны при сочетанном применении, поэтому не имеют взаимного влияния на фармакокинетические свойства каждого отдельно взятого вещества. Оба вещества проникают в ткани и жидкие среды организма легко, особенно накапливаются в секрете верхнечелюстных синусов, легких, полости среднего уха, перитонеальной и плевральной жидкостях, яичниках и матке. При менингите компоненты проникают через гемато-энцефалический барьер. Проникают так же сквозь плацентарный барьер и определяются в следовых количествах в грудном молоке.
TCmax — 45 мин. После приёма внутрь в дозе 250/125 мг каждые 8 ч Cmax амоксициллина — 2,18-4,5 мкг/мл, клавулановой кислоты — 0,8-2,2 мкг/мл, в дозе 500/125 мг каждые 12 ч Cmax амоксициллина — 5,09-7,91 мкг/мл, клавулановой кислоты — 1,19-2,41 мкг/мл, в дозе 500/125 мг каждые 8 ч Cmax амоксициллина — 4,94-9,46 мкг/мл, клавулановой кислоты — 1,57-3,23 мкг/мл, в дозе 875/125 мг Cmax амоксициллина — 8,82-14,38 мкг/мл, клавулановой кислоты — 1,21-3,19 мкг/мл.
После в/в введения в дозах 1000/200 и 500/100 мг Cmax амоксициллина — 105,4 и 32,2 мкг/мл соответственно, а клавулановой кислоты — 28,5 и 10,5 мкг/мл. Время достижения максимальной ингибирующей концентрации 1 мкг/мл для амоксициллина сходно при применении через 12 ч и 8 ч как у взрослых, так и у детей.
Связь с белками плазмы: амоксициллин — 17-20 %, клавулановая кислота — 22-30 %. Метаболизируются оба компонента в печени: амоксициллин — на 10 % от введенной дозы, клавулановая кислота — на 50 %. T1/2 после приёма в дозе 375 и 625 мг — 1 и 1,3 ч для амоксициллина, 1,2 и 0,8 ч — для клавулановой кислоты соответственно. T1/2 после в/в введения в дозе 1200 и 600 мг — 0,9 и 1,07 ч — для амоксициллина, 0,9 и 1,12 ч — для клавулановой кислоты соответственно. Выводится в основном почками (клубочковая фильтрация и канальцевая секреция): 50-78 % и 25-40 % от введенной дозы амоксициллина и клавулановой кислоты выводится соответственно в неизмененном виде в течение первых 6 ч после приёма.

## Передозировка
Симптомы: нарушение функции ЖКТ и водно-электролитного баланса.

Лечение: симптоматическое. Гемодиализ эффективен.

## Особые указания
При курсовом лечении необходимо проводить контроль за состоянием функции органов кроветворения, печени и почек. С целью снижения риска развития побочных эффектов со стороны ЖКТ следует принимать препарат во время еды. Возможно развитие суперинфекции за счет роста нечувствительной к нему микрофлоры, что требует соответствующего изменения антибактериальной терапии. При назначении больным с сепсисом возможно развитие реакции бактериолиза (реакция Яриша-Герксгеймера). У пациентов, имеющих повышенную чувствительность к пенициллинам, возможны перекрестные аллергические реакции с цефалоспориновыми антибиотиками. Поскольку таблетки — комбинации амоксициллина и клавулановой кислоты по 250 и 500 мг содержат одинаковое количество клавулановой кислоты (125 мг), 2 таблетки по 250 мг не эквивалентны 1 таблетке по 500 мг.
Раствор для в/в инъекций не предназначен для внутримышечного введения!

## Взаимодействие
Антациды, глюкозамин, слабительные ЛС, аминогликозиды замедляют и снижают абсорбцию; аскорбиновая кислота повышает абсорбцию. Бактерицидные антибиотики (в том числе аминогликозиды, цефалоспорины, циклосерин, ванкомицин, рифампицин) оказывают синергидное действие; бактериостатические ЛС (макролиды, хлорамфеникол, линкозамиды, тетрациклины, сульфаниламиды) — антагонистическое. Повышает эффективность непрямых антикоагулянтов (подавляя кишечную микрофлору, снижает синтез витамина К и протромбиновый индекс). При одновременном приёме антикоагулянтов необходимо следить за показателями свертываемости крови. Уменьшает эффективность пероральных контрацептивов, ЛС, в процессе метаболизма которых образуется ПАБК, этинилэстрадиола — риск развития кровотечений «прорыва». Диуретики, аллопуринол, фенилбутазон, НПВП и др. ЛС, блокирующие канальцевую секрецию, повышают концентрацию амоксициллина (клавулановая кислота выводится в основном путём клубочковой фильтрации). Аллопуринол повышает риск развития кожной сыпи. Надо избегать одновременного назначения дисульфирамa. В течение лечения и несколько дней спустя следует избегать приёма алкоголя. У отдельных больных был описан антабусоподобный синдром при приёме препарата вместе с алкоголем.

## Отпуск из аптек
По рецепту врача.

## Применение в ветеринарии
Амоксициллин / клавулановая кислота используется у многих животных при различных состояниях:
- Собаки: пародонтит, питомник кашель[9][10].
- Кошки: инфекции мочевыводящих путей, инфекции кожи и мягких тканей.
- Телята: энтерит, заболевание пупка.
- Крупный рогатый скот: инфекции дыхательных путей, инфекции мягких тканей, метрит, мастит.
- Свиньи: инфекции дыхательных путей, колибактериоз, мастит, метрит, агалактия.

В сочетании с преднизолоном он используется для внутримаммарных инфузий для лечения мастита у лактирующих коров. Торговые наименования включают клавасептин, клавамокс и синулокс.
Амоксициллин / клавулановая кислота запрещена к использованию у сельскохозяйственных животных (крупный рогатый скот, свиньи и т. Д.) Как в США, так и в Европе; в Великобритании Synulox можно использовать для домашних животных, если соблюдается определенный период отмены.

### Бактериальная устойчивость
Устойчивость к антибиотикам бактерий — растущая проблема ветеринарии. Сообщается, что амоксициллин / клавулановая кислота эффективны против клинических инфекций, вызываемых клебсиеллой, но не эффективны против инфекций, вызываемых Pseudomonas.